# Klasyfikacja gromad gwiazd

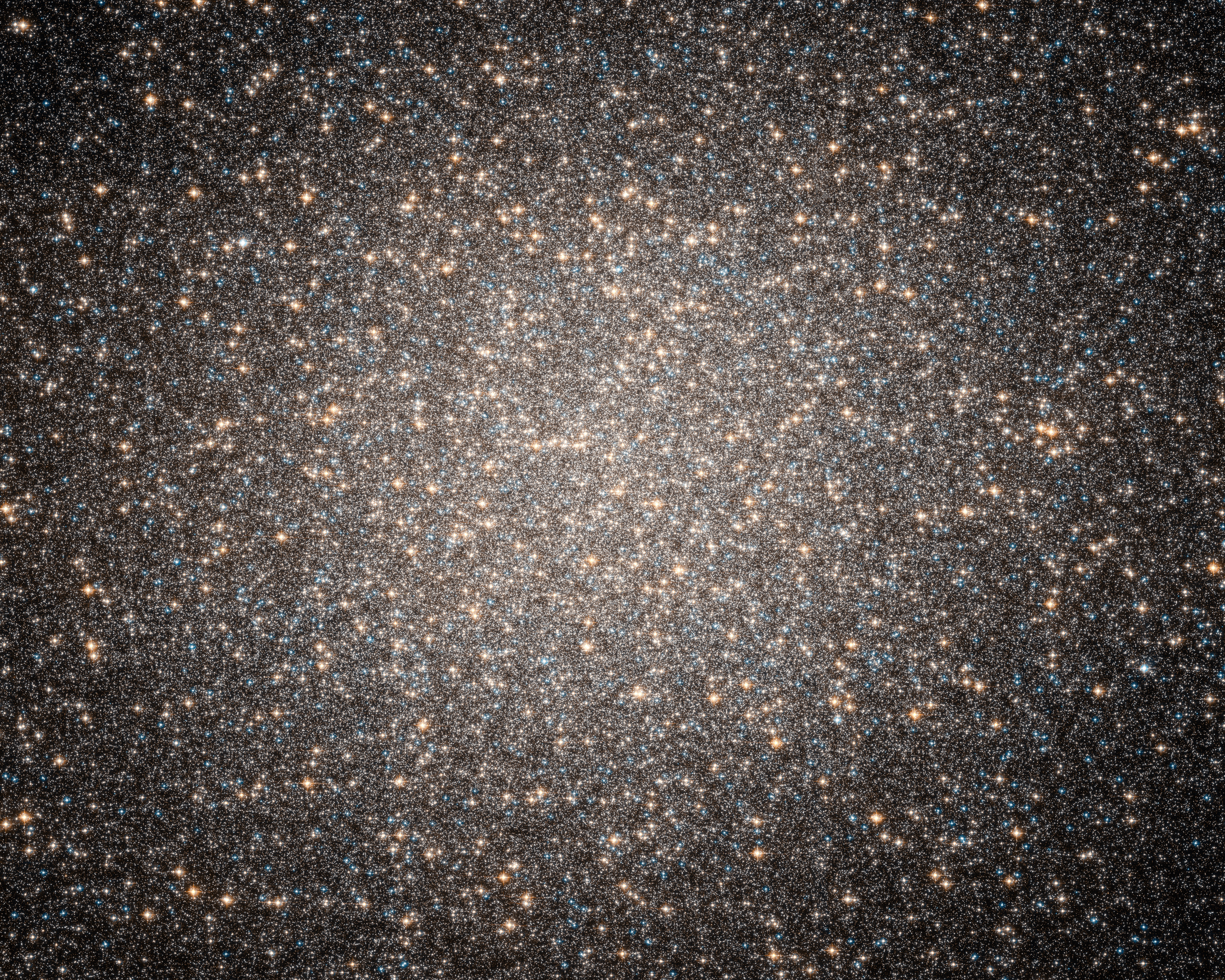
Omega Centauri, gromada kulista typu VIII

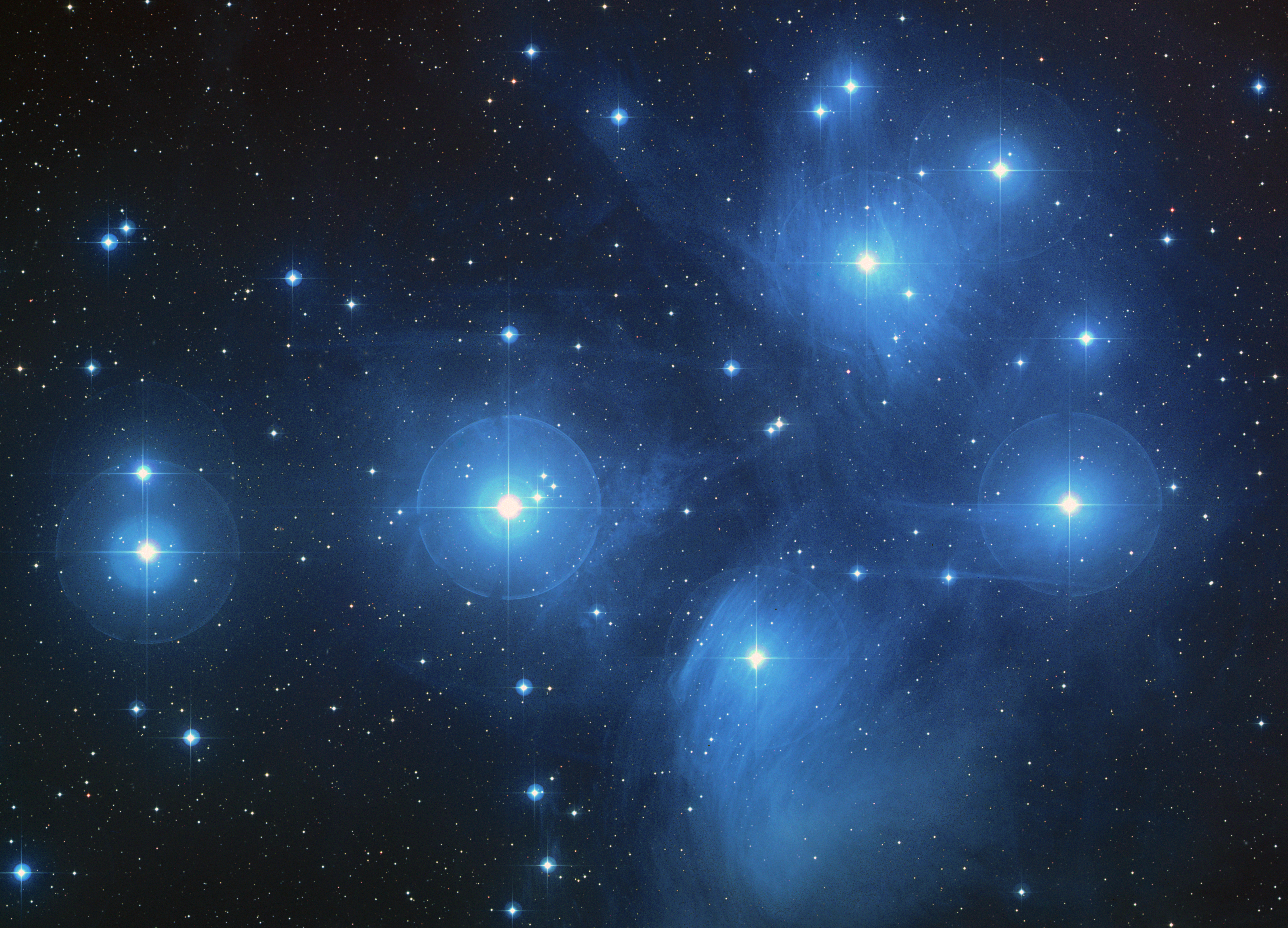
Plejady, gromada otwarta typu II,3,r,n

Gromady gwiazd występują jako kuliste, otwarte oraz asocjacje gwiazdowe. Dla ułatwienia rozpoznawania różnic między gromadami powstały sposoby ich klasyfikacji.

## Klasyfikacja gromad kulistych

### Klasyfikacja Shapleya-Sawyer
W latach 1927–1929 Harlow Shapley oraz Helen Sawyer Hogg stworzyli skalę klasyfikacji gromad kulistych w zależności od stopnia koncentracji gwiazd do centrum gromady. W klasyfikacji tej stosuje się cyfry rzymskie w skali od I do XII w zależności od stopnia ich stężenia. Klasyfikacja Shapleya-Sawyer obejmuje najbardziej skoncentrowane gromady, takie jak Messier 75, sklasyfikowane jako typu I, aż do typu XII wraz z sukcesywnie zmniejszającym się stężeniem gwiazd, jak na przykład Palomar 12.

## Klasyfikacja gromad otwartych
Obserwacje gromad otwartych wykazały istniejące między nimi różnice. Wynikają one między innymi z ich wieku oraz wielkości i gęstości obszaru, w którym gromady te się formują.
W astronomii są stosowane dwa sposoby klasyfikacji gromad otwartych:
klasyfikacja Shapleya oraz klasyfikacja Trumplera.

### Klasyfikacja Shapleya
Otwarte gromady należą często do jednego z typów zgodnie z prostym schematem opracowanym przez Harlowa Shapleya, w przybliżeniu opisującym bogactwo i koncentrację gromady (według Shapleya 1930):
a – pole nieprawidłowości
b – asocjacje gwiazd
c – bardzo luźne i nieregularne klastry
d – luźne klastry
e – średniobogate bogate kompaktowe klastry
f – dość bogate kompaktowe klastry
g – bardzo bogate i skoncentrowane kompaktowe klastry

### Klasyfikacja Trumplera
Innym ważnym i bardziej szczegółowym systemem jest klasyfikacja wprowadzona przez Roberta Trumplera. Klasyfikacja ta składa się z trzech części opisujących stopień koncentracji, zakres zróżnicowania jasności gwiazd oraz bogactwo gromad (według Trumplera 1930):
Stopień koncentracji (cyfry rzymskie):
I – wydzielone, o silnej koncentracji w kierunku centrum gromady
II – wydzielone, o słabej koncentracji w kierunku centrum
III – wydzielone, nieskoncentrowane w kierunku centrum
IV – niedające się wydzielić z otaczającego pola gwiazd.
Zróżnicowanie zakresu jasności (cyfry arabskie):
1 – małe zróżnicowanie
2 – umiarkowane
3 – duże zróżnicowanie jasności
Bogactwo (małe litery):
p (ang. poor) – ubogie, mniej niż 50 gwiazd
m (ang. medium) – umiarkowanie bogate, od 50 do 100 gwiazd
r (ang. rich) – bogate: ponad 100 gwiazd
Jeśli gromada zawiera mgławicę, dopisuje się na końcu literę n (ang. nebulosity).

### Przykłady
- gromadę M8 w Skorpionie (Motyl) określa się typem III2p, co oznacza wydzieloną umiarkowaną gromadę, nieskoncentrowaną w kierunku w kierunku centrum, zawierającą mniej niż 50 gwiazd.
- gromada Messier 41 jest klasyfikowana jako I,3,r
- gromada Messier 67 jest klasyfikowana jako:
  - II,2,r (według Glyna Jonesa)
  - I,2,m (według Sky Catalog 2000)
  - II,3,r (według Götza)